# Shorea collina
Shorea collina är en tvåhjärtbladig växtart som beskrevs av Ridley. Shorea collina ingår i släktet Shorea och familjen Dipterocarpaceae. Inga underarter finns listade i Catalogue of Life.